# Syria na Letnich Igrzyskach Paraolimpijskich 2012
Syrię na Letnich Igrzyskach Paraolimpijskich 2012 w Londynie reprezentowało 5 zawodników. 
Był to szósty start reprezentacji Syrii na Letnich igrzyskach paraolimpijskich.

## Kadra

### Lekkoatletyka
Mężczyźni
| Zawodnik             | Konkurencja             | Finał   | Finał  | Finał   |
| Zawodnik             | Konkurencja             | Wynik   | Punkty | Pozycja |
| -------------------- | ----------------------- | ------- | ------ | ------- |
| Bassam Bassam Sawsan | rzut dyskiem (F42)      | 37,27 m | —      | 8.      |
| Bassam Bassam Sawsan | rzut oszczepem (F42)    | 43,10 m | —      | 9.      |
| Mohamad Mohamad      | pchnięcie kulą (F57/58) | 13,12 m | 922    | 6.      |
| Mohamad Mohamad      | rzut oszczepem (F57/58) | 40,54 m | 920    | 7.      |

### Podnoszenie ciężarów
Mężczyźni
| Zawodnik   | Kategoria | Wynik  | Pozycja |
| ---------- | --------- | ------ | ------- |
| Shadi Issa | do 60 kg  | 170 kg | 7.      |

Kobiety
| Zawodnik      | Kategoria | Wynik                           | Pozycja |
| ------------- | --------- | ------------------------------- | ------- |
| Noura Baddour | do 40 kg  | Nie zaliczyła żadnego podejścia | -       |
| Alshikh Rasha | do 75 kg  | 110 kg                          | 5.      |